# Unlocker
Unlocker  é um software que permite o desbloqueio e a exclusão arquivos que não podem ser excluídos pelo sistema operacional Microsoft Windows. A sua utilização requer alguns conhecimentos, porque ele pode apagar arquivos essenciais para o funcionamento do sistema operacional. Foi desenvolvido por Cedrick Collomb.
Em abril de 2011, o Unlocker foi atualizado para a versão 1.9.1, trazendo correções para o suporte aos sistemas anteriores de 64-bit e melhor gerenciamento de subpastas em várias profundidades.

## Instalação
Precisa-se executar o programa de instalação, que está disponível em versões de 32 ou 64 bits. Por padrão, o "Delta" é instalado ao mesmo tempo que o programa. Em versões anteriores (1.9.1 e anteriores), era instalado o "Babylon Toolbar".

## Funcionamento
Precisa-se fazer um clique direto sobre o arquivo ou pasta e selecionar Unlocker (ou nas opções de instalação: "enviar para Unlocker"). Em seguida, selecione a ação: renomear, mover ou excluir.